# Ukrućeno rame
Ukrućeno rame (smrznuto rame) ili adhezivni kapsulitis ramena je klinički sindrom koje karakteriziran ograničenim pokretima u zglobu ramena. Uzrok bolesti je nepoznat. Do patoloških promjena dolazi u zglobnoj čahuri glenohumeralnog zgloba, koja postaje kruta i zadeljbana, te smanjuje pokretljivost zgloba.  
Stanje karakterizira bol i ograničenja pokreta koje može bolesnik sam izvoditi svojim mišićima (aktivnih pokreta) i jednako ograničenje pokreta koje liječnik izvodi s rukom bolesnika bez aktivacije bolesnikovih mišića (pasivnih poketa). 
Stanje se obično postupno popravlja unutar godine dana (do dvije) i dolazi do izlječenja. U liječenju se koriste fizikalna terapija (vježbe istezanja) i protuupalni lijekovi kako bi se spriječilo daljnje ukrećenje ramena.
Liječnici opisuju normalni tijek ukrućenog ramena u tri stadija:
- Prvi stadij: U "ukrućivanju" ili bolnom stadiju, koji može trajati 6 tjedana do devet mjeseci, bolesnik lagano počinje osjećati bol. Kako se bol pojačava tako je i rame manje pokretno.
- Drugi stadij: "Ukrućeno" ili adhezivni stadij određen je polaganim smanjivanjem boli, dok ukrućenje ostaje. Ovaj stadij uobičajeno traje četiri do devet mjeseci.
- Treći stadij: "Otpuštanje" ili oporavak, za vrijeme kojeg se pokretljivost ramena polako vraća na normalu. Ovaj stadij može trajati od pet do 26 mjeseci.

|  | Molimo pročitajte upozorenje o korištenju medicinskih informacija. Ne provodite liječenje bez savjetovanja s liječnikom! |